# Thomas Theodor Heine
Thomas Theodor Heine (ur. 28 lutego 1867 w Lipsku, zm. 26 stycznia 1948 w Sztokholmie) – niemiecki malarz, rzeźbiarz, grafik, ilustrator, satyryk; tworzący w stylu secesji.

## Życiorys
Studiował w Kunstakademie w Düsseldorfie u Carla Janssena oraz w Akademia Sztuk Pięknych w Monachium. W 1889 osiadł w Monachium i przystał do pobliskiej kolonii artystów w Dachau, w skład której wchodzili Lovis Corinth, Ludwig Dill i Wilhelm Trübner. Namalował tam około 30 impresjonistycznych pejzaży tworzonych w plenerze.
W 1895 rozpoczął współpracę z wydawcą Albertem Langenem, projektując okładki do broszur i książek. Rysunki Heinego pojawiły się w wielu czasopismach (m.in. „Fliegende Blätter”, „Pan”), ale rozgłos zyskał w 1896, wraz z pierwszym wydaniem tygodnika satyrycznego „Simplicissimus”. Był zaangażowany politycznie i wykorzystywał swój talent jako rysownik i satyryk, aby przeciwstawić się prawicowemu radykalizmowi politycznemu. Krytykował zwłaszcza właścicieli ziemskich, arystokratów, militarystów i kolonialistów, a później Hitlera i partię nazistowską. W 1898 został skazany na 6 miesięcy więzienia za obrazę monarchii.
Po opuszczeniu Niemiec w 1933 mieszkał kolejno w Pradze (do 1938), Oslo (do 1942) i Sztokholmie. Zyskał dużą popularność, zwłaszcza w Szwecji. W 1947 Nationalmuseum w Sztokholmie uczciło jego osiemdziesiąte urodziny wystawą na jego cześć.

## Twórczość
Tworzył głównie w stylu secesji, choć dysponował dużą różnorodnością stylów. W jego rysunkach satyrycznych widać wyraźny wpływ twórczości graficznej Henriego de Toulouse-Lautreca i Aubreya Beardsleya oraz drzeworytów japońskich. Heine wniósł także ważny wkład w ilustrację książkową i sztukę plakatu.
W 1945 wydał powieść autobiograficzną Ich warte auf ein Wunder (Czekam na cud).